# Heavener
Heavener è una città degli Stati Uniti, situata nello Stato dell'Oklahoma, nella Contea di Le Flore.